# Auto-GPT
Auto-GPT is een AI-agent die, op basis van een taak in natuurlijke taal, kan proberen deze uit te voeren. Dit gebeurt door de taak op te splitsen in subtaken, en door voor elke subtaak het internet en andere tools te gebruiken. Het maakt gebruik van OpenAI's GPT-4 of GPT-3.5 API's, en is een van de eerste voorbeelden van een applicatie die GPT-4 gebruikt om autonome taken uit te voeren.

## Kenmerken
In tegenstelling tot interactieve systemen zoals ChatGPT, die voor elke taak handmatige opdrachten vereisen, geeft Auto-GPT zichzelf nieuwe taken om een overkoepelend doel te bereiken, zonder dat er menselijke input nodig is. Het is in staat reacties op prompts uit te voeren om een taak te volbrengen, en zal daarbij zijn eigen prompts creëren en herzien als reactie op nieuwe informatie. 
Het beheert het korte- en langetermijngeheugen door te schrijven naar en te lezen uit databases en bestanden; beheert vereisten voor de lengte van contextvensters met samenvattingen; kan op internet gebaseerde acties uitvoeren, zoals zoeken op het web, webformulieren invullen en API-interacties doen zonder toezicht, en bevat tekst-naar-spraak voor spraakuitvoer.
Waarnemers benadrukken het vermogen van Auto-GPT om iteratief code te schrijven, te debuggen, te testen en te bewerken, en suggereren zelfs dat dit vermogen zich kan uitstrekken tot de eigen broncode van Auto-GPT, waardoor een zekere mate van zelfverbetering mogelijk wordt. Omdat de onderliggende GPT-modellen eigendom van andere bedrijven zijn, kan Auto-GPT deze echter niet wijzigen en heeft het normaal gesproken geen toegang tot zijn eigen basissysteemcode.

## Achtergrond
Op 14 maart 2023 bracht OpenAI het grote taalmodel GPT-4 uit. Waarnemers waren onder de indruk van de aanzienlijk verbeterde prestaties van het model bij een breed scala aan taken. Als een tekstvoorspellingsmodel heeft GPT-4 zelf geen mogelijkheid om acties autonoom uit te voeren, maar tijdens pre-release veiligheidstests ontdekten onderzoekers van het rode team dat GPT-4 in staat zou kunnen zijn om acties in de echte wereld uit te voeren, zoals het overtuigen van een TaskRabbit-medewerker om een CAPTCHA-uitdaging op te lossen.
Een team van Microsoft-onderzoekers voerde aan dat, gezien de brede capaciteiten van GPT-4 op niveaus die die van mensen benaderen, GPT-4 "redelijkerwijs kan worden beschouwd als een vroege (maar nog steeds onvolledige) versie van een systeem voor kunstmatige algemene intelligentie (AGI)." De onderzoekers benadrukten dat hun experimenten ook aanzienlijke beperkingen in het systeem vonden.
Auto-GPT werd op 30 maart 2023 uitgebracht door Toran Bruce Richards, de oprichter van videogamebedrijf Significant Gravitas Ltd. Het werd kort na de release de meest populaire repository op GitHub en is sindsdien herhaaldelijk trending op Twitter.

## Problemen
Of Auto-GPT in de praktijk ingang zal vinden, is onzeker. Auto-GPT wordt niet alleen geplaagd door confabulerende "hallucinaties" van het onderliggende grote taalmodel, maar heeft ook vaak moeite om bij de les te blijven, twee problemen die ontwikkelaars proberen aan te pakken. 
Na het succesvol voltooien van een taak weet Auto-GPT meestal niet meer hoe de taak later nog eens moet worden uitgevoerd, en als het dat wel doet, bijvoorbeeld wanneer het een programma schrijft, zal het er vaak niet aan denken het programma later te gebruiken. 
Auto-GPT heeft moeite om taken effectief op te splitsen en met het begrijpen van probleemcontexten. Het heeft ook moeite om goed te presteren met de GPT-3.5-API en begrijpt vaak de rudimentaire instructies niet.

## Toepassingen
Ontwikkelaars hebben AgentGPT gemaakt, dat Auto-GPT integreert in iemands webbrowser, waardoor niet-programmeurs hun eigen agents kunnen maken. Auto-GPT werd ook gebruikt om ChaosGPT te creëren, met als doel de mensheid te vernietigen, waar het niet meteen in slaagde.

## Verwante lectuur
- (en) Pounder, Les, How To Create Your Own Auto-GPT AI Agent. Tom's Hardware (15 april 2023). Geraadpleegd op 16 april 2023.
- (en) Wiggers, Kyle, "What is Auto-GPT and why does it matter?", TechCrunch, 22 april 2023. Geraadpleegd op 23 april 2023.